# Música Popular Caiçara ao Vivo
| Críticas profissionais | Críticas profissionais |
| Avaliações da crítica  | Avaliações da crítica  |
| Fonte                  | Avaliação              |
| ---------------------- | ---------------------- |
| Galeria Musical        | [ 1 ]                  |

Música Popular Caiçara ao Vivo é o segundo álbum ao vivo da banda brasileira Charlie Brown Jr., lançado em maio de 2012 em CD, DVD e blu-ray pelo selo independente Radar Records, sendo o último álbum lançado pela banda com Chorão ainda vivo. Contando com o retorno de Marcão Britto e Champignon, o álbum foi produzido por Liminha e traz os maiores sucessos da banda, além de uma canção inédita gravada em estúdio, "Céu Azul", que aparece como um videoclipe no DVD e blu-ray.
Sua versão em CD é bastante reduzida em relação ao DVD e blu-ray, pois enquanto suas versões em vídeo trazem 28 músicas, o CD traz apenas 15 músicas. Por isso, no dia 26 de agosto de 2016, foi lançado o CD Música Popular Caiçara ao Vivo - Volume 2, que traz as faixas que estavam presentes apenas nas suas versões em vídeo.
O álbum foi gravado em dois shows feitos pela banda em 2011. O primeiro show de gravação ocorreu no dia 23 de setembro no Curitiba Master Hall, com as participações especiais de Marcelo Nova e Márcio Mello, Já o segundo show de gravação, ocorreu no dia 8 de outubro na Associação Atlética dos Portuários de Santos, com as participações especiais de Marcelo Falcão e Zeca Baleiro.
Em outubro de 2012, a canção "Céu Azul" foi incluída na trilha sonora da telenovela Balacobaco, da Rede Record e em 2014, a mesma música foi incluída na trilha sonora da novela Império, da Rede Globo.
O CD Música Popular Caiçara - Volume 2 debutou na 68ª posição da parada musical Brazilian iTunes Chart.

## Faixas

### CD

#### Volume 1
| N.º | Título                                                       | Compositor(es)                               | Duração |  |
| 1.  | "Resolve o Meu Problema Aí"                                  | Chorão, Champignon, Thiago, Marcão           | 0:45    |  |
| 2.  | "O Côro Vai Comê"                                            | Chorão, Champignon, Thiago, Marcão, Pelado   | 1:55    |  |
| 3.  | "Rubão, o Dono do Mundo"                                     | Chorão, Marcão                               | 2:29    |  |
| 4.  | "Tudo Que Ela Gosta de Escutar"                              | Chorão, Champignon, Thiago, Marcão, Pelado   | 2:33    |  |
| 5.  | "Me Encontra"                                                | Chorão, Thiago                               | 3:18    |  |
| 6.  | "Pontes Indestrutíveis"                                      | Chorão, Thiago, Heitor, Pinguim, Edu Ribeiro | 3:04    |  |
| 7.  | "Te Levar Daqui"                                             | Chorão                                       | 2:28    |  |
| 8.  | "Dias de Luta, Dias de Glória"                               | Chorão                                       | 3:06    |  |
| 9.  | "Descubra o Que Há de Errado com Você"                       | Chorão, Champignon, Marcão, Pelado           | 1:40    |  |
| 10. | "Coração Satânico" (Camisa de Vênus cover; ft. Marcelo Nova) | Marcelo Nova                                 | 4:31    |  |
| 11. | "Me Deixa" (O Rappa cover; ft. Marcelo Falcão)               | Falcão, Yuka, Lobato, Lauro, Xandão          | 5:28    |  |
| 12. | "Não é Sério" (ft. Marcelo Falcão)                           | Chorão, Champignon, Pelado, Negra Li         | 5:17    |  |
| 13. | "Proibida pra Mim (Grazon)" (ft. Zeca Baleiro)               | Chorão, Champignon, Thiago, Marcão, Pelado   | 3:51    |  |
| 14. | "Longe de Você"                                              | Chorão, Champignon, Marcão, Pelado           | 3:35    |  |
| 15. | "Céu Azul" (estúdio; faixa bônus)                            | Chorão, Thiago                               | 3:20    |  |

#### Volume 2
| N.º | Título                                                                | Compositor(es)                             | Duração |  |
| 1.  | "Céu Azul"                                                            | Chorão, Thiago                             | 3:17    |  |
| 2.  | "Pipeline" (The Chantays cover)                                       | Bob Spickhard, Brian Carman                | 1:57    |  |
| 3.  | "Papo Reto (Prazer é Sexo, o Resto é Negócio)"                        | Chorão, Champignon, Marcão, Pelado         | 3:24    |  |
| 4.  | "Só os Loucos Sabem"                                                  | Chorão, Thiago                             | 3:11    |  |
| 5.  | "Ela Vai Voltar (Todos os Defeitos de Uma Mulher Perfeita)"           | Chorão, Thiago                             | 3:11    |  |
| 6.  | "Lutar Pelo Que é Meu" (incidental: "Hoje Eu Só Procuro a Minha Paz") | Chorão, Champignon, Thiago, Marcão, Pelado |         |  |
| 7.  | "No Passo a Passo"                                                    | Chorão                                     | 1:34    |  |
| 8.  | "Tudo pro Alto"                                                       | Chorão, Pelado                             | 3:06    |  |
| 9.  | "Quinta-Feira"                                                        | Chorão, Champignon, Thiago, Marcão, Pelado | 2:04    |  |
| 10. | "Hoje Eu Acordei Feliz"                                               | Chorão, Marcão                             | 2:29    |  |
| 11. | "Lugar ao Sol"                                                        | Chorão, Marcão                             | 3:16    |  |
| 12. | "Parta a Mil" (Márcio Mello cover; ft. Márcio Mello)                  | Márcio Mello                               | 1:24    |  |
| 13. | "Mantenha a Dúvida e Espere Até Ouvir Falar de Nós"                   | Chorão, Champignon                         | 3:03    |  |
| 14. | "Não Deixe o Mar Te Engolir"                                          | Chorão, Marcão                             | 5:50    |  |

### DVD
1. Pipeline (The Chantays cover)
2. Resolve o Meu Problema Aí
3. O Côro Vai Comê
4. Rubão, o Dono do Mundo
5. Tudo Que Ela Gosta de Escutar
6. Me Encontra
7. Pontes Indestrutíveis
8. Te Levar Daqui
9. No Passo a Passo
10. Lutar Pelo Que é Meu (incidental: "Hoje Eu Só Procuro a Minha Paz")
11. Só os Loucos Sabem
12. Dias de Luta, Dias de Glória
13. Descubra o Que Há de Errado com Você
14. Coração Satânico (Camisa de Vênus cover) (ft. Marcelo Nova)
15. Papo Reto (Prazer é Sexo, o Resto é Negócio)
16. Me Deixa (O Rappa cover) (ft. Marcelo Falcão)
17. Não é Sério (ft. Marcelo Falcão)
18. Tudo pro Alto
19. Quinta-Feira
20. Proibida pra Mim (Grazon) (ft. Zeca Baleiro)
21. Longe de Você
22. Hoje Eu Acordei Feliz
23. Ela Vai Voltar (Todos os Defeitos de Uma Mulher Perfeita)
24. Lugar ao Sol
25. Parta a Mil (Márcio Mello cover) (ft. Márcio Mello)
26. Mantenha a Dúvida e Espere Até Ouvir Falar de Nós
27. Não Deixe o Mar Te Engolir
28. Céu Azul (videoclipe)

## Formação
- Chorão: vocal
- Champignon: baixo e vocal de apoio
- Marcão Britto: guitarra
- Thiago Castanho: guitarra
- Bruno Graveto: bateria

### Músico convidado
- Tuco Marcondes: violão em "Proibida pra Mim (Grazon)"

### Participações especiais
- Marcelo Nova em "Coração Satânico"
- Marcelo Falcão em "Me Deixa" e "Não é Sério"
- Zeca Baleiro em "Proibida pra Mim (Grazon)"
- Márcio Mello em "Parta a Mil"

## Curiosidades
Inicialmente, o álbum chegou a ser gravado em 19 de março de 2011, no Citibank Hall, São Paulo, quando a banda ainda era um quarteto, com o baixista Heitor Gomes e tinha contrato com a gravadora Sony Music. Porém, devido a mudanças na formação do grupo (a saída de Heitor e a volta de Champignon e Marcão Britto) em meados daquele ano, esta gravação ficou engavetada (até 2021, quando foi lançado com o nome Chegou Quem Faltava, sendo este o terceiro álbum ao vivo do grupo) e a banda também anunciou sua saída da gravadora, seguindo de forma independente.
Outra curiosidade é que a banda gravou duas canções inéditas, "De Olhos Abertos" e a faixa-título "Música Popular Caiçara", uma homenagem ao Santos Futebol Clube. Porém, por algum motivo desconhecido, estas faixas não foram incluídas no CD, DVD e blu-ray.